# سیارک ۴۳۸۵۹
سیارک ۴۳۸۵۹ (به انگلیسی: 43859 Naoyayano، نامگذاری:1994AN15) چهل و سه هزار و هشتصد و پنجاه و نهمین سیارک کشف شده‌است که در ۹ ژانویه ۱۹۹۴ کشف شد.